# Camille Jordan
Marie Ennemond Camille Jordan (Lyon, 1838. január 5. – Párizs, 1922. január 22.) francia matematikus.

## Pályája
Lyonban született. Az École polytechnique, majd a Collège de France tanára, akadémikus volt Párizsban. Csoportelméleti előadásai nagy hatással voltak Felix Christian Kleinra és Sophus Lie-re.

## Tudományos eredményei
- Foglalkozott a lineáris differenciálegyenletek elméletével és a komplex függvénytannal.
- Felfedezte, hogy az algebrailag zárt testek fölötti négyzetes mátrixok a később róla elnevezett Jordan-féle normálalakra hozhatóak.
- Elsőként ismerte fel a Galois-elmélet jelentőségét.
- Társszerzője a csoportelméletben alapvető fontosságú Jordan–Hölder-tételnek.
- A csoportelméletet a geometriában alkalmazta.
- Közreműködött a mértékfogalom kialakításában.
- Bebizonyította a leíró topológia egyik alaptételét, a Jordan-féle görbetételt.